# Mesomyia nigricans
Mesomyia nigricans är en tvåvingeart som först beskrevs av Friedrich Hermann Loew 1858.  Mesomyia nigricans ingår i släktet Mesomyia och familjen bromsar. Inga underarter finns listade i Catalogue of Life.